# おとりよせ王子 飯田好実
『おとりよせ王子 飯田好実』（おとりよせおうじ いいだよしみ）は、高瀬志帆による日本の漫画作品。『月刊コミックゼノン』（徳間書店）2011年2月号から2016年7月号まで連載された。スピンオフ作品『飯田くんの休日』が『WEBコミックぜにょん』にも連載。2013年にはテレビドラマ化された。

## ストーリー
会社員として黙々と働く飯田好実は自身で吟味、厳選した全国各地の通販食品を注文して宅配業者から受け取れる残業無しの水曜日を毎週楽しみにしており飯田はその「おとりよせ」した商品を自宅アパートにてツイッターで実況しつつ独りで実食、嗜好を楽しむ事を至福としていた。社会人として避けられぬ人間関係に翻弄されつつ自分だけの時間を確保し、取り寄せた食品を飯田が愛でる様子が描かれる。

## 主な登場人物
飯田好実（いいだ よしみ）
声 - 岡野浩介（戦国大戦）
26歳男性、山梨県出身、吉祥寺在住、下請け企業のシステムエンジニア班勤務。自身の好み以外のことには全く興味を示さないギーク的な性格。神経質かつ頑固者で、客観的に見て些細なこだわりが強い。
美食家であり、全国から通信販売で取り寄せた逸品を食べるのがささやかな趣味。その食材を宅配業者から直接受け取れる毎週水曜日の「ノー残業デー」には一目散に帰宅する。そのため同僚からは「付き合いの悪いヤツ」と思われている。こうして手に入れた逸品について寸劇と薀蓄、商品紹介をインターネットスラングも交えて逐一ツイッターで実況しながら味わい堪能する事が楽しみ。
フォロワーの間では王子と呼ばれかなり影響力のある人物なのだが、本人はその自覚が無い。当初アカウント名は本名だったが、後輩の盛田に露見してから「おとりよせ王子」と変更した。本名や「王子」と冠したアカウント名については若干後悔している。料理や食事の話題が多いので、フォロワーからは女性だと思われている。飯田のアカウント@otoriyose_oujiによるツイートは作者の高瀬と担当の二人によるもので宣伝も兼ねた本作物語の進行と連動したものとなっている。
お取り寄せした食材はそのまま食べるだけでなく、しばしば「オレオリ」（俺流オリジナル）という自己流アレンジを加えて食べる。そのことでフォロワーの食欲をさらに掻き立てる。
大学時代は特撮愛好会に所属。社会人になってからも特撮番組の視聴は継続、同じ会員であった松木とも新作戦隊ヒーロー番組で盛り上がる仲。フィギュア好きでバンドTシャツ集めも好きである。ロックフェスにもよく行っている。一方、ニッチなものが好きで「メジャー」「スタンダード」と呼ばれるものは嫌う傾向がある。特撮放送中はツイートが特撮関係に偏り、一時的にフォロワー数が下がる。
母親を過去に亡くしており、現在の趣味は母親の影響が強い。故郷に父親と継母が居る。継母とはやや他人行儀に接しているが、決して仲が悪い訳ではない。
上記の通りに人付き合いは悪いが、美食に対する話題が合う人間には比較的心を許す傾向が強い。朝倉の色仕掛けに全く興味を示さない一方、遠藤と昼食で盛り上がっている所を主任たちに見られ、彼らから「熟女好き」と思われている。
ドラマでは中日ドラゴンズファンであり、サインボールを部屋に飾っている。
飯田愛実（いいだ まなみ）
好実の姉。29歳。
弟同様美食家だが、几帳面な弟と異なり性格はガサツで、部屋はいつも散らかっている。自由が丘在住。独身。時折弟の部屋に勝手に訪れては好実のお取り寄せをつまんでしまい、好実を怒らせる。弟よりさらに酒好き。人間関係は比較的几帳面であり、弟と父親の関係に気を使っている。美人だが、男運の無いタイプである。
主任
飯田の上司である男性。フルネームは「久保田健司」。40歳。妻子持ちだが、妻との関係は微妙で息子にも懐かれていない。息子の名前は「大翔(はると)」。面倒見の良い性格で、飯田をチームに溶け込ませようと気を使っている。その反面で色欲が強く、思考がその方面に行ってしまうことが多い。そのため、セクハラ含みの下品な言動で好実や盛田を呆れさせたり、厳しい残業で神経が過敏になっている朝倉を本気で怒らせてしまうこともある。愛人が居たが、クリスマスに相手が出来なかったためにフラれた。妻子に嫌われているのも、この浮気が理由。
稀にお取り寄せをチームに差し入れて、薀蓄を語って飯田をイライラさせたり、保険の外交員をしている従妹を紹介したりしている。
ドラマでは佐賀県出身の設定。
朝倉麻世（あさくら まよ）
飯田の同僚で職場では紅一点の存在。その可愛さで男性を魅了することを半ば日常としていたが、全く興味を示さない好実とは相性が良くない。
幼い頃から女子の少ない環境（理系だから）で男性に持て囃されて生きてきたため、悪く言うとかなり調子に乗っているぶりっ子タイプで｢あざとい女｣である。本人もそれを自覚しており、「女性の多い場所では『その他大勢』の1人になってしまう」と思っている。料理は不得意だが、お菓子作りはする。
遠藤（えんどう）
飯田の会社の経理担当OL。残業なしの契約で働いている派遣社員。夫を亡くして7年目の未亡人。中学2年生の息子を持つ一児の母でもあり、好実をまるで実の息子のように見ている。当初好実は名前も覚えていなかった。子供っぽい性格の好実が息子の思考に近いためもあってか話が合うため、弁当のシェアなどを行うなど、好実とは仲が良い。息子の名前は「大地」。
松木（まつき）
飯田の大学時代からの友人。フルネームは「松木雄大」。佐賀出身。特撮番組好き。体育会系で社交的な人物であり、落ち着きが無く空気の読めない面があるが、どんな人間にも偏見無く付き合えるタイプである。母親が倒れ、介護のため東京での仕事を辞めて故郷に帰った。その後も飯田との交流は続いており、彼が自室で一緒にお取り寄せを食べる人間の一人である。現在はアルバイトをしながら母親の介護をしている。
盛田（もりた）
中途採用で入社して来た飯田の後輩。飯田のことを「パイセン」と呼ぶ。イケメンで彼女持ちのリア充。静岡県出身。Twitterをしており、飯田がフォロワー達に王子と呼ばれて持て囃されているのを知っている。そのため、彼に対抗心を抱いている。富士山など静岡・山梨の両方に絡むことについては、本気で好実と張り合うほど。他の社員が好実のTwitterのフォロワーになっていることを知っており、生暖かく見守っている。他の同僚達（男性陣）に遠巻きにされており、飯田と買出し等で組むことが多い。リア充故の苦労を好実や読者に対して表現する役回りであり、我侭な性格の彼女、エリナに振り回されている。オチ担当で一人でも充実している飯田の引き立て役をすることも多い。
ぶりっ子で｢あざとい女｣である朝倉のことを冷めた目で見ている。
磯辺マキ（いそべ マキ）
中途採用で入社して来た女性社員。見た目も言動もアニメキャラのような盛田曰く「キツイ」タイプである。優秀なシステムエンジニアだが、人の心よりも持論展開を優先する「オタク型KY」である。そのため、教育係の朝倉に対して思ったことを容赦無く言って彼女にストレスを与えている。結果的に他人に不利益になる行動しかしない。食事に無頓着で、初日の昼食は食パンとピーナッツバターで済まし、夕食はほぼ毎日カップ麺で済ましている。
飯田一実
好実・愛実の父。山梨在住。頑固者でこだわりが強く、好実とは折り合いが悪い。好実のレアTシャツを勝手に作業着として着て、好実を激怒させることもしばしば。和食党で洋食嫌い。また、亭主関白で「男子厨房に入らず」が持論。好実たちの実母である妻・実子を亡くし、良江と再婚している。
飯田良江
好実の父の再婚相手。好実たちからは「良江さん」と呼ばれている。好実たちとの仲は良い。好実たちからは「気配りの人」と思われている。パスタなど洋食好きだが、和食党の夫のために普段は我慢している。ともに頑固者でこだわりの強い夫と好実を「似た者親子」だと思っている。
飯田実子
好実たちの実母。既に亡くなっている。
好実の祖父
好実たちの祖父。山梨在住。70代だが、アイドルの追っかけをしており、ライブ帰りのついでにしばしば好実の家を訪れる。
隣人
好実の住んでるアパートの隣の部屋に住んでる隣人。サングラスをかけた厳つい強面の外見だが、ノリは良い。「まりん」という名の幼い娘がいる。

### ドラマオリジナルキャラクター
飴宮春菜（あめみや はるな）
好実のマンションの隣人。ストーカーのように、何かと好実に付きまとう。京都から引っ越してきたばかりで、京都弁で喋る。
木下 典人（きのした のりと）
好実の部屋に食材を届ける宅配業者「ヨーロッパ急便」配達員。34歳。その食材に対する好実のテンションの高さのせいで、毎回肝を冷やしている。実は好実のTwitterのフォロワーであり、食材を届けた後、同じタイミングで同じ食材を食べていることもある。しかし、自分が食材を届けた相手が好実（およりよせ王子）とは気づいてない様子。
ヨーロッパ急便内の様子を描いたスピンオフドラマ「たくはい王子 木下典人」主人公。

## 評価
南 (2013, pp. 54–57) は、リアルな料理描写や食事シーンにおけるすこぶるうまそうな主人公の多幸感あふれる表情により、飯テロと同様の危険な誘惑満ちた作品となっていると述べ、また、主人公のグルメリポーター顔負けのリアクションや周囲の人間と織りなす成長ドラマ、今風にインターネット・スラングも用いながらツイッターの食欲刺激力を明確に描いている点などについても肯定的に評価している。

## 書誌情報
- 高瀬志帆 『おとりよせ王子 飯田好実』 徳間書店 〈ゼノンコミックス〉、全7巻
  1. 2011年11月19日発売、ISBN 978-4-19-980048-1
  2. 2012年11月20日発売、ISBN 978-4-19-980120-4
  3. 2013年5月20日発売、ISBN 978-4-19-980144-0
  4. 2014年1月20日発売、ISBN 978-4-19-980185-3
  5. 2014年10月20日発売、ISBN 978-4-19-980239-3
  6. 2015年9月19日発売、ISBN 978-4-19-980294-2
  7. 2016年7月20日発売、ISBN 978-4-19-980357-4
    - 特別編（『WEBコミックぜにょん』2014年11月、2015年3月、8月、11月、2016年1月更新分）
- 『おとりよせ王子飯田好実の お取り寄せ★ノート』 ぴあ 〈ぴあMOOK〉、全1巻
  - 2014年9月30日発売[2]、ISBN 978-4-83562383-2
- 高瀬志帆 『おとりよせ王子 飯田好実 特別編集 冬のおとりよせ SP』 株式会社コアミックス 〈コアミックス〉、全1巻
  - 2016年12月9日発売[3]、ISBN 978-4-905246-62-6
  - 高瀬志帆 『おとりよせ王子 飯田好実 新装版』 株式会社コアミックス 〈ゼノンコミックスDX〉、全4巻
    1. 2020年8月20日発売、ISBN 978-4-86-720178-7
    2. 2020年8月20日発売、ISBN 978-4-86-720179-4
    3. 2020年9月19日発売、ISBN 978-4-86-720180-0
    4. 2020年10月20日発売、ISBN 978-4-86-720182-4

## テレビドラマ
2013年4月から7月まで、名古屋テレビ放送（メ〜テレ）他にて放送された。全10話。

### キャスト
- 飯田好実 - 近江陽一郎（D2）
- 飯田愛実 - 青山倫子
- 久保田主任 - 塚地武雅（ドランクドラゴン）
- 朝倉麻世 - 山下リオ
- 遠藤先輩 - 虻川美穂子（北陽）
- 飴宮春菜 - 伊藤修子
- 宅配男・木下典人 - 本多力（ヨーロッパ企画）
- 蕎麦川英寿 - 社城貴司
- 麦岡美史 - コッセこういち
- 豆村志郎 - 矢崎まなぶ
- 粟谷出輔 - 森本のぶ
- ヨーロッパ急便宅配員 - 鈴木拓（ドランクドラゴン）

ほか

### スタッフ
- 監督 - 筧昌也、松岡達矢、水波圭太
- 脚本 - 大歳倫弘、酒井善史（以上ヨーロッパ企画）、高橋幹子
- 音楽 - 野崎美波
- 制作プロダクション - ウィルコ

### 主題歌
「君の願い 君の思い」（ユニバーサルJ）
歌 - ノックチャック

### 放送局
| 放送地域   | 放送局              | 放送期間               | 放送日時              | 放送系列       | 備考                                       |
| ---------- | ------------------- | ---------------------- | --------------------- | -------------- | ------------------------------------------ |
| 中京広域圏 | メ〜テレ            | 2013年4月27日 - 7月6日 | 土曜 25:20 - 25:50    | テレビ朝日系列 |                                            |
| 神奈川県   | tvk                 | 2013年4月28日 - 7月7日 | 日曜 23:00 - 23:30    | 独立局         |                                            |
| 日本全域   | ひかりTVチャンネル1 | 2013年4月27日 - 7月6日 | 土曜 25:30 - 26:00    | IP放送         | 5月2日より毎週金曜12:00-12:30に再放送      |
| 山梨県     | テレビ山梨          | 2013年8月19日 - 9月5日 | 月-金曜 15:25 - 15:55 | TBS系列        | 帯ドラマだが編成の都合による放送休止日あり |
| 山形県     | 山形放送            | 2013年9月8日 -         | 日曜 13:00 - 13:30    | 日本テレビ系列 |                                            |
| 青森県     | 青森朝日放送        | 2013年10月4日 -        | 金曜 25:50 - 26:20    | テレビ朝日系列 | 毎月最終金曜日は放送休止                   |
| 京都府     | KBS京都             | 2013年10月10日 -       | 木曜 22:30 - 23:00    | 独立局         |                                            |
| 宮城県     | 仙台放送            | 2013年10月12日 -       | 土曜 26:20 - 26:50    | フジテレビ系列 |                                            |
| 栃木県     | とちぎテレビ        | 2013年12月9日 -        | 月曜 22:30 - 23:00    | 独立局         |                                            |
| 兵庫県     | サンテレビ          | 2014年1月8日 -         | 水曜 20:54 - 21:24    | 独立局         |                                            |

### 各話内容
サブタイトルは設定されていない。
| 話数 | 取り寄せた食材                             |
| ---- | ------------------------------------------ |
| 1    | 但熊「たまごがけごはんセット」             |
| 2    | 壱岐もの屋「島茶漬け」                     |
| 3    | 倉崎水産「花瑠＆花星(オイル＆オイスター)」 |
| 4    | 游喜庵「キーマカレーうどん」               |
| 5    | Do-foods本舗「松阪牛大とろフレーク」       |
| 6    | 牧家「カチョカヴァロチーズ」               |
| 7    | 味の加久の家「いちご煮」                   |
| 8    | 中津からあげ もり山「鶏のからあげ」        |
| 9    | かぶらやグループ「名古屋大福茶漬け」       |
| 10   | 蔵出しめんたい本舗「蔵出しめんたい」       |